# Marek Piwowski
Marek Andrzej Piwowski (ur. 24 października 1935 w Warszawie) – polski reżyser, scenarzysta, operator filmowy, aktor i dziennikarz.
Twórca kultowej komedii Rejs (1970). Wielokrotnie nagradzany reżyser wybitnych filmów krótkometrażowych, w tym Welcome Kirk (1966) z wizyty Kirka Douglasa w PWSTiF, Muchotłuk (1966), 16 mieć lat (1969), Korkociąg (1971), Psychodrama czyli bajka o księciu i kopciuszku wystawiona w zakładzie dla nieletnich dziewcząt w D. (1969), Hair (1971) i Krok (1998). Wykładowca Hunter College Uniwersytetu Nowojorskiego i członek American Film Institute.
Charakterystyczną cechą filmów Marka Piwowskiego jest umiejętne łączenie elementów filmu dokumentalnego i fabularnego oraz podejmowanie spraw ważnych, dotyczących całego społeczeństwa, co pozwala uznać go za tzw. twórcę zaangażowanego społecznie.

## Życiorys

### Wczesne lata
Urodził się i dorastał w Warszawie, gdzie w 1963 ukończył studia na wydziale dziennikarstwa Uniwersytetu Warszawskiego. Uczęszczał także do Międzynarodowego Centrum Szkolnictwa Wyższego Dziennikarstwa przy Uniwersytecie Strasburskim. Przez rok studiował na wydziale nawigacji w Państwowej Szkole Morskiej w Szczecinie. Uzyskał też licencję pilota szybowcowego i pilota samolotowego turystycznego.
W 1967 ukończył studia na wydziale reżyserii PWSTiF w Łodzi. Pracował jako redaktor działu reportażu tygodnika „Nowa Kultura”.

### Kariera
Jeszcze jako student rozpoczął przygodę z kinem od występów w epizodycznych rolach w filmach Jerzego Skolimowskiego – Rysopis (1964) jako mężczyzna na komisji poborowej i Walkower (1965) w roli kolegi Andrzeja Leszczyca (Jerzy Skolimowski) – oraz etiudzie fabularnej Grzegorza Królikiewicza Każdemu to, czego wcale mu nie trzeba (1966). Od 1965 zaczął reżyserować szkolne etiudy filmowe: Uwertura i Przedział na sto i więcej osób. Po tym jak w kwietniu 1966 PWSTiF odwiedził Kirk Douglas, wysłany do Europy Wschodniej z misją dobrej woli przez prezydenta USA, Piwowski i Feridun Erol nakręcili z tego pobytu czarno-białą etiudę dokumentalną Welcome Kirk (1966). Film zdobył I nagrodę w kategorii dokumentu na Międzynarodowym Festiwalu Filmów Studenckich w Amsterdamie. Kolejna etiuda dokumentalna Piwowskiego Muchotłuk (1966) otrzymała nagrodę tygodnika „Ekran” za reżyserię, Nagrodę Publiczności na Festiwalu Etiud PWSFTViT oraz nagrodę dla najlepszego filmu zagranicznego na Festiwalu Etiud Filmowych WGIK w Moskwie. Z kolei film dokumentalny Psychodrama czyli bajka o księciu i kopciuszku wystawiona w zakładzie dla nieletnich dziewcząt w D. (1969) zdobyła Nagrodę Główną „Srebrnego Smoka” na Krakowskim Festiwalu Filmowym. Następne realizacje – krótkometrażowych filmów dokumentalnych i etiud filmowych zostały również docenione przez krytyków filmowych; Pożar! Pożar! Coś nareszcie dzieje się (1967) nagrodzono za debiut na MFF Krótkometrażowych w Tours (1968), 16 mieć lat (1969) wyróżnił Klub Krytyki Filmowej SDP (1969), Hair (1971) otrzymał Grand Prix „Złoty Lajkonik” w Krakowie (1973), Korkociąg (1971) zdobył „Srebrnego Lajkonika” w Krakowie (1971), Tylko dla dorosłych (1973), Nałóg (1975) przyniósł II Nagrodę na Ogólnopolskim Przeglądzie Filmowym w Kielcach (1976), Buldog (1982) i Magister półchłopek (1982).
Jako reżyser filmu fabularnego zadebiutował komedią Rejs (1970), który stał się filmem kultowym i traktowany tak był też przez następne pokolenia. Zastosowany tu, nowatorski wówczas w filmie polskim, styl charakteryzował się epizodyczną budową akcji. Drugim znakiem rozpoznawczym było zaangażowanie do filmu tzw. naturszczyków. Oryginalność stylu Piwowskiego i jego autorska wizja rzeczywistości ekranowej, ostrość i sposób obserwacji człowieka w sytuacjach, często ironicznych i groteskowych, sprawiły, że Rejs stał się bezsprzecznie dziełem wyjątkowym. W 1972 zdobył Samowar – Nagrodę Entuzjastów Kina przyznaną przez DKF w Świebodzinie, w 1999 zwyciężył w ankiecie pt. „Najciekawsze filmy polskie XX wieku”, przeprowadzonej przez tygodnik „Polityka”.
Drugi film fabularny Marka Piwowskiego to dramat kryminalny Przepraszam, czy tu biją? (1976) z udziałem bokserów Jerzego Kuleja i Jana Szczepańskiego, zrealizowany metodą paradokumentalną. Film powtórzył sukces Rejsu i otrzymał Złotą Kamerę, przyznawaną przez tygodnik „Film” za najlepszy film 1976 roku o tematyce współczesnej, a także Nagrodę Główną Jury, za najlepszą muzykę Piotra Figla i nagrodę publiczności na 3. Festiwalu Filmowym w Gdyni. Z kolei 27-minutowy film telewizyjny Krok (1997) o wejściu Polski do NATO został nagrodzony Wielkim Fe Fe „za robienie swojego w filmie” na przeglądzie „Feliniada” w Skierniewicach oraz zdobył „Brązowego Smoka” na Międzynarodowym Festiwalu Filmów Krótkometrażowych.
Współpracował z Teatrem Telewizji, dla którego zrealizował przedstawienia takie jak Bracia Rico Georges’a Simenona (1975), Kłopoty to moja specjalność Raymonda Chandlera (1978), Paragraf 4 (1981) według powieści Josepha Hellera Paragraf 22, A jednak olimpiada w Zakopanem! (1999), Nóż w głowie Dino Baggio (1999) według własnych scenariuszy oraz Oskar Érica-Emmanuela Schmitta (2005).
Piwowski jako aktor wystąpił w komedii Jerzego Ziarniaka Kłopotliwy gość (1971), dramacie psychologicznym Krzysztofa Zanussiego Bilans kwartalny (1974) w roli Jacka – kolegi ze studiów Marty (Maja Komorowska), dramacie telewizyjnym Wyjazd służbowy (1975) jako Stefan, zastępca Andrzeja Lipińskiego (Jerzy Kamas), dramacie Tomasza Zygadły Rebus (1977), dramacie telewizyjnym Zderzenie (1981), filmie obyczajowym Pawła Pitery Sny i marzenia (1983) z Violettą Villas jako reżyser Antoni, jednym z odcinków serialu Jana Łomnickiego Dom (1997) – pt. Komu gra ta orkiestra? w roli reżysera filmu Jutrzenka i komedii Stanisława Tyma Ryś (2007) jako poseł Kirkor. Gościł też w biograficznym filmie dokumentalnym Krzysztofa Gradowskiego Bez pieniędzy, czyli 24 godziny z życia Jana Himilsbacha (1984).
W 2001 został odznaczony Krzyżem Komandorskim Orderu Odrodzenia Polski i otrzymał Grand Prix II Festiwalu Dobrego Humoru w Trójmieście – Błękitny Melonik Charliego za nową formułę satyrycznego programu telewizyjnego zaprezentowaną w komedii krótkometrażowej Reguła Martina (2001).

## Kontrowersje
W jednym z reportaży Piwowskiego napisanym wspólnie z Wojciechem Frykowskim – Panowie Złodzieje i Arcyszpuler Japa, opisywał pewnego Szweda, który wszedł w kontakty z półświatkiem. W efekcie za zniesławienie Piwowski i Frykowski zostali skazani na rok więzienia w zawieszeniu. Za próbę ucieczki na Zachód w 1955 Piwowski został skazany na dwa lata więzienia. Miał przebywać w więzieniu w Szczecinie, Sosnowcu, zakładzie karnym w Rudzie Śląskiej, gdzie odpracował dwuletni wyrok w kopalni węgla Walenty Wawel. Był też w więzieniu w Iławie i Rawiczu. Odsiedział półtora roku, wyszedł w 1956 po ogłoszeniu amnestii przez Gomułkę.
W 1993, po 17 latach przerwy, Piwowski w ciągu zaledwie trzech miesięcy nakręcił melodramat komediowy Uprowadzenie Agaty, który nawiązywał do nagłośnionej przez media sprawy ucieczki z domu 16-letniej Moniki, córki wicemarszałka sejmu Andrzeja Kerna. Film miał premierę miesiąc przed wyborami parlamentarnymi, z udziału w których zrezygnował Kern. Według mediów film powstał na polityczne zamówienie mające na celu dyskredytację popularnego wówczas polityka PC (producentem filmu był związany z lewicą Lew Rywin). W wywiadzie dla „Dziennika Łódzkiego” sama Monika Kern stwierdziła, że film był „luźno związany” z jej historią, a cała „afera” ze zniknięciem jej z domu została przedstawiona w mediach w fałszywy sposób.

## Współpraca ze Służbą Bezpieczeństwa PRL
W 2005 nazwisko Marka Piwowskiego znalazło się na tzw. liście Wildsteina. 4 marca 2007 w wywiadzie udzielonym dla tygodnika „Newsweek Polska”, reżyser przyznał się do współpracy z tajnymi służbami PRL. 
Piwowski figurował jako tajny współpracownik o pseudonimie „Andrzej Krost”. Gdy w liceum zaangażował się w działalność podziemnej organizacji Chorąży-Victoria i próbował zbiec za granicę, został przyłapany na ucieczce; dwa lata pracował skazany w kopalni, a odpracowawszy wyrok, w 1957 roku został zwerbowany przez Służbę Bezpieczeństwa za pośrednictwem agenta Tadeusza Zakrzewskiego. Współpraca miała trwać kilkanaście miesięcy, ale właśnie z jej powodu Piwowski w 1980 roku nie zaangażował się w działalność opozycyjną po stronie „Solidarności”, obawiając się wypytywania przez SB.

## Wybrana filmografia
- Muchotłuk – 1966
- Sukces – 1968
- Psychodrama – 1969
- Rejs – 1970
- Korkociąg – 1971
- Przepraszam, czy tu biją? – 1976
- Uprowadzenie Agaty – 1993

## Teatr telewizji
- Kłopoty to moja specjalność – produkcja 1977/ premiera 1978
- Paragraf 4 – na podstawie powieści Paragraf 22, 1981
- Oskar – 2005

## Nagrody i odznaczenia
- 1976 – Nagroda Główna Jury i nagroda Publiczności na Festiwalu Filmowym w Gdańsku za film Przepraszam, czy tu biją?
- 1977 – Złota Kamera (pisma „Film”) w kategorii: najlepszy film o tematyce współczesnej za Przepraszam, czy tu biją?
- 1997 – Wielki Fe Fe na Przeglądzie „Felliniada” za robienie swojego w filmie Krok
- 1998 – Brązowy Smok na Międzynarodowym Festiwalu Filmów Krótkometrażowych w Krakowie za film Krok
- 2001 – Krzyż Komandorski Orderu Odrodzenia Polski[20]
- 2009 – Medal ZAiKS-u[21]